# Хуту
Хуту е името на една от трите местни общности, окачествявани като етнически групи, населяващи Бурунди и Руанда. Хуту са приблизително 85% (след избиването и прогонването, от страна на хуту, на голяма част от другата основна група - тутси, през 90-те години на 20.век; преди това - вероятно около 60-65%) от населението и в двете страни. Основните различия между групите хуту и тутси (втората по брой в района) са по-скоро класови или кастови, а не от културно, религиозно или езиково естество. Въпреки популярната теза, че това са два различни народа (подкрепяна от наличието на някои срещащи се по-често в едната или другата физически белези, указващи произхода им от различни племена, но и дължащи се отчасти на начина им на живот и обичайно положение в обществото), те са част от един исторически оформил се етнос - руандийци. Хуту са традиционни земеделци, подчинени на феодален принцип, в периода 16.ти - 19.ти век. Тутси - група на скотовъдци и управници. Смята се, че мнението, че те са расово различни е прокарано изкуствено, и въобще в противоречие с фактите (включително това, че в голяма своя част представителите на тутси и хуту не могат да бъдат причислени към своите групи въз основа на "типичните" за тях черти) от белгийските и немските колонизатори на страната, които фаворизирали тутси, с цел заздравяване на позициите си, чрез опити за свързване на произхода им с този на европейците.
Хуту пристигат в района на Големите езера около 1 век, измествайки традиционно занимаващите се с лов и събирачество туа и господстват в района с редица малки кралства до 15. век. Смята се, че тогава тутси идват от Етиопия и побеждават хуту, създавайки свое държавно обединение и запазвайки първенстващата си в управлението роля до 19. век и дори - до 20.ти век, когато постепенно отново са изместени от тях и, на свой ред, - обявени за по-нисши прослойка и раса. 
Резултат от омразата и противоречията между тутси и хуту е геноцидът в Руанда.